# Autlán de Navarro
Autlán de Navarro és un municipi de l'estat de Jalisco, a Mèxic. La ciutat d'Autlán de la Grana n'és el cap de municipi i el principal centre de població. Aquest municipi és a la regió centre-occident de l'estat de Jalisco. Limita al nord amb els municipis de Tonaya, al sud amb Amatitlán, a l'oest amb El Limón i a l'est amb El Grullo.